# Pero angulosa
Pero angulosa är en fjärilsart som beskrevs av Paul Dognin 1907. Pero angulosa ingår i släktet Pero och familjen mätare. Inga underarter finns listade i Catalogue of Life.